# Encarnación Alzona
Encarnación Alzona, (nata  Encarnación Alzona y Amoranto (Biñan, 23 marzo 1895 – Manila, 13 marzo 2001), è stata una storica, docente e suffragista filippina, nota per essere stata la prima donna filippina ad ottenere un dottorato di ricerca. Dal 1919 in poi, si batté per il diritto di voto delle donne in diversi articoli, diritto che fu finalmente ottenuto nel 1937.Nel 1985 le fu conferito il rango e il titolo di National Scientist delle Filippine.
Pubblicò libri sulla storia dell'educazione nelle Filippine, sullo status e la condizione delle donne e biografie di personalità femminili. Divenne presidente della Commissione Storica Nazionale delle Filippine.

## Biografia
Encarnación Amoranto Alzona nacque il 23 marzo 1895 a Binan, sull'isola di Luzon nella provincia di Laguna; crebbe nella provincia di Tayabas. Suo padre era un giudice di primo grado e un lontano parente di José Rizal. Suo padre e sua madre erano entrambi avidi lettori, il che incoraggiò la sua propensione per l'insegnamento. Si laureò in storia presso l'Università delle Filippine a Manila nel 1917 e conseguì un master l'anno successivo presso la stessa università. La sua tesi fu uno studio storico sull'istruzione scolastica femminile nelle Filippine, un tema che si rivelò promettente per la sua successiva attività di suffragetta per il voto alle donne.
All'epoca le Filippine erano una colonia americana.Così Encarnación Alzona proseguì i suoi studi negli Stati Uniti come ricercatrice finanziata dal governo degli Stati Uniti. Conseguì un altro master in storia al Radcliffe College dell'Università di Harvard nel 1920 e un dottorato alla Columbia University nel 1923.

### Insegnante e attivista
Encarnación Alzona tornò nelle Filippine nel 1923. Insegnò nella facoltà del Dipartimento di Storia presso il campus originale di Manila dell'Università delle Filippine, che in seguito si trasferì all'Università delle Filippine Diliman. Sebbene alle donne americane fosse stato concesso il diritto di voto nel 1920, le donne nelle Filippine, anche se allora colonia americana, non avevano ancora lo stesso diritto. Già nel 1919, Encarnación Alzona si espresse con forza a favore della concessione del diritto di voto alle donne filippine, in un articolo che pubblicò sulla Philippine Review.
In un articolo che scrisse nel 1926, Encarnación Alzona definì il Congresso filippino "il baluardo del conservatorismo" e si lamentò del fatto che l'assemblea del Congresso non avesse ancora preso in considerazione la legislazione per il suffragio femminile.
Nel 1928, Encarnación Alzona fu eletta presidente dell'Associazione filippina delle donne universitarie, un'associazione che alla fine dedicò le sue attività al lancio di un movimento per garantire alle donne il diritto di voto. Da parte sua, Encarnación Alzona scrisse nel 1934 il libro La donna filippina: il suo status sociale, economico e politico (1565-1933), in cui affermava il diritto all'uguaglianza delle donne filippine nonostante la notevole mancanza dei loro diritti sociali, civili e politici.
I vari scritti di Encarnación Alzona durante questo periodo rafforzarono il sostegno sociale e politico per il diritto di voto delle donne, che fu finalmente concesso nel 1937.

### Storica
Come accademica, Encarnación Alzona ha scritto diversi libri sulla storia delle Filippine. Il suo primo libro, pubblicato nel 1932, fu A History of Education in the Philippines 1565-1930. Fu salutato dai critici come "un resoconto completo dell'istruzione e dello sviluppo culturale del paese [e] probabilmente l'opera più chiara e completa sull'argomento fino ad oggi". Encarnación Alzona scrisse anche biografie di donne filippine pioniere come Paz Guazon e Librada Avelino, e si occupò della traduzione delle opere storiche dello scrittore José Rizal e Graciano Lopez Jaena. Fu anche autrice di una monografia storica spagnola intitolata El Llegado de España a Filipinas, studio per il quale ricevette il Lone Prize assegnato nel 1954 dal Congreso de Hispanistas de Filipinas.
Encarnación Alzona lasciò la facoltà dell'Università delle Filippine nel 1945, anche se fu nominata professore emerito di storia all'università nel 1963.
Nel 1955 ha co-fondato la Philippine Historical Camagay|2000|p=238 con altri storici di spicco come Teodoro Agoncillo e Gregorio Zaide. Dal 1959 al 1966, Encarnación Alzona presiedette la Commissione Storica Nazionale, che in seguito divenne l'Istituto Storico Nazionale. Encarnación Alzona fu un'instancabile promotrice delle opere e dell'eredità del suo lontano parente, l'eroe nazionale José Rizal. Oltre a tradurre le sue opere e a tenere spesso conferenze su di lui, Encarnación Alzona divenne la prima presidente di Kababaihang Rizal.

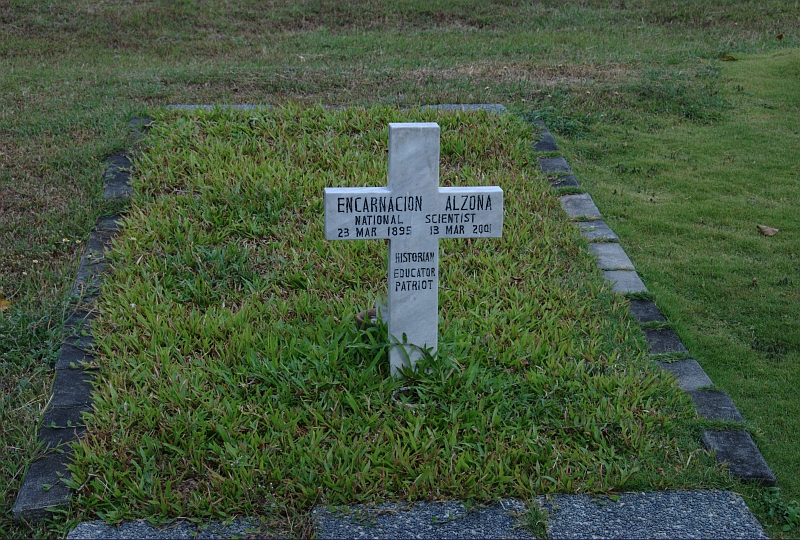
Come scienziata nazionale, Alzona è sepolta al Libingan ng mga Bayani

### Personaggio pubblico
Alzona scelse di rimanere a Manila per tutta la durata dell'occupazione giapponese durante la seconda guerra mondiale. Fu coinvolta nel movimento di guerriglia contro i giapponesi.
Dopo la guerra, Alzona fu nominata dal presidente Manuel Roxas membro della delegazione filippina presso l'UNESCO. Fece parte della delegazione fino al 1949 e nel 1946 fu eletta a presiedere la sottocommissione per le scienze sociali, la filosofia e le scienze umane. Dal 1959 al 1966, Alzona fu membro del Consiglio dei Reggenti dell'Università delle Filippine.
Il 12 luglio 1985, Alzona fu nominata Scienziata Nazionale delle Filippine dall'allora presidente Ferdinand Marcos.
Alzona è stata uno dei pochi filippini degni di nota che ha raggiunto lo status di centenaria. Morì 10 giorni prima del suo 106º compleanno nel 2001. È sepolta al Libingan ng mga Bayani.

## Premi e riconoscimenti
- 1961 - Premio del Centenario Apolinario Mabini
- 1966 - Premio del Patrimonio Culturale della Repubblica
- 1971 - Medaglia Rizal Pro Patria della Repubblica delle Filippine
- 1985 - Scienziata nazionale delle Filippine